# 韋科 (喬治亞州)
韋科（英語：Waco）是一個位於美國喬治亞州哈拉爾森縣的城市。

## 地理
韋科的座標為33°42′10″N 85°11′00″W / 33.70278°N 85.18333°W，而該地的平均海拔高度為423米（即1389英尺）。

## 人口
根據2010年美國人口普查的數據，韋科的面積為4.76平方千米，當中陸地面積為4.76平方千米，而水域面積為0.00平方千米。當地共有人口516人，而人口密度為每平方千米108.4人。